# Sani (cantante)
Sani, pseudonimo di Saija Marjatta Aartela (Hämeenlinna, 8 giugno 1971), è una cantante finlandese.

## Biografia
Sani è salita alla ribalta nella seconda metà degli anni '90 come cantante del gruppo Aikakone, con cui ha pubblicato quattro album prima del loro scioglimento nel 2003. L'anno successivo ha pubblicato il suo primo singolo come solista, e nel 2005 è arrivato il suo album di debutto, Kaikki laulut, che ha raggiunto la 12ª posizione nella Suomen virallinen lista.
In seguito alla pubblicazione del secondo disco Pedon kynnet nel 2007, la cantante ha intrapreso una tournée con gli Aikakone per promuovere la loro raccolta. Nel 2009 ha partecipato a Euroviisut, il programma di selezione del rappresentante finlandese all'Eurovision Song Contest, dove ha presentato l'inedito Doctor Doctor, senza però qualificarsi per la finale. Il suo terzo album come solista, Aulanko, è uscito nel 2014.
Nella primavera del 2018 ha preso parte al popolare programma canoro Vain elämää, trasmesso sulla rete televisiva Nelonen.

## Discografia

### Album
- 2005 – Kaikki laulut
- 2007 – Pedon kynnet
- 2014 – Aulanko

### Singoli
- 2004 – Kaikki laulut
- 2005 – Paljon
- 2005 – Tähti/Sirpaleita
- 2007 – Pedon kynnet
- 2007 – Jumalat nuo
- 2008 – Helmiketju
- 2009 – Doctor Doctor
- 2014 – Versoava juuri
- 2014 – Niin käyvät kahdestaan (con Veeti Kallio)
- 2014 – Jää
- 2014 – Joulu ilman sua
- 2017 – Ei mitään lisättävää
- 2018 – Hyvä
- 2019 – Tulin tänne sua varten
- 2020 – Pidä toi
- 2020 – Falling